# Eugenia psidioidea
Eugenia psidioidea är en myrtenväxtart som först beskrevs av E.L.Joseph Guého och Andrew John Scott, och fick sitt nu gällande namn av Neil Snow. Eugenia psidioidea ingår i släktet Eugenia och familjen myrtenväxter.
Artens utbredningsområde är Mauritius. Inga underarter finns listade i Catalogue of Life.